# エンジェル・アタック
『エンジェル・アタック』は、伊藤伸平による日本の漫画。『ヤングアニマル』（白泉社）にて、1997年No.19から1998年No.15まで連載された。単行本は全2巻。タイトルは、『新世紀エヴァンゲリオン』第1話サブタイトルの英訳が元ネタである。

## あらすじ
天使を名乗るユリエルが現れ、ドタバタな事件を巻き起こすギャグ漫画。ほぼ毎回、最後のコマには、本日の死傷者数が発表される。

## 主な登場人物
ユリエル
頭の上に輪、背中に翼を持ち、天使を名乗っている。背中の翼は、出し入れ自由。頭の輪は取り外しができるが、外してしまうと力が出なくなる。髪型は、「評判の悪い聖子ちゃんカット」と揶揄されている。作中で「天使ではない」ということが何度も示唆されていたが、その正体は不明。早田の部屋に居候しているが、食い扶持くらいは稼げとランパブで働かされている。
銃弾を受けても、「痛い」で済ませるくらい頑丈。妙なステッキで悪人やロボットの頭を直接弄って人格を変えてしまったり、人体を塩に変えたりするなどの特殊能力を所有する。一度は死者の魂を呼び戻したりしたが、身体の死因となったケガがそのままだったのですぐに死んだり、打ち込んだままのステッキから「ヘンナモノ」が死体に入り込んで暴走したりもした。本人は善意のつもりで行動しているのだが、確たる理由がある訳ではなく、自身が理解できないものでもいじくりまわした結果として尚更問題を悪化させた挙句、自分のミスをはぐらかすことも多い。そのために多くの人を不幸にしてしまっている。
最終話で早田の子供を懐妊・出産する。
菊地由美がモデルであることが、1巻の後書きで明かされている。
早田（はやた）
女性とみると見境なく手を出しては金をたかる悪徳刑事。初回でユリエルにも手を出しており、以降、付きまとわれることになった。
本人には社会正義などという物を守る意思は欠片もなく、過去に労働争議で年配の労働者を警官が集団で小突き回している映像を見た際に「犯罪者なら問答無用で甚振ることが許される」と（同時に「自分に向いている」と）考えて刑事になったという問題人物。
東（あずま）
早田の後輩。タラコ唇で眼鏡をかけた若い刑事。早田のせいで酷い目に遭うことが多いが、それ以外でもやたらとケガを負うシーンが多い。終盤のエピソードで明らかとなったが、武者修行と称してインド～トルコを徒歩で旅したという妹から贈られた盗掘品（途中で墓荒らしして手に入れたという、「どう見ても呪われている品物」）を身に付けていたことも不運の原因だった。

## 単行本
- 伊藤伸平 『エンジェル・アタック』 白泉社 《ジェッツコミックス》 全2巻
  1. 1998年3月発売、ISBN 4-592-13797-3
  2. 1998年11月発売、ISBN 4-592-13798-1